# В името на народа
„В името на народа“ е мемоарна книга от известната участничка в терористчините бойни групи и партизанското движение в България от 1941 – 1944 година Митка Гръбчева – Огняна. Книгата проследява живота на авторката от ранното ѝ детство до 9 септември 1944. Цялото действие се развива през спектъра на политическите идеи и убеждения на авторката.

## Сюжет
Внимание:  Текстът по-долу разкрива сюжета на произведението (или части от него)!
В началото Гръбчева описва крайната бедност, мизерията, в която живеят по-голямата част от хората на село в България след Първата световна война. С особен драматизъм тя разказва как баща ѝ я продава като малка на бездетно семейство далечни роднини, защото няма пари да я издържа. Тя описва и трагичната и мъчителна смърт на майка си, на която не могат да купят лекарства отново поради острата липса на средства. В крайна сметка малката Митка избягва от приемното си семейство и се завръща у дома.
Разказът ѝ продължава с откриването на цигларната в нейното село, в която намират работа някои от селяните. Гръбчева остро говори за липсата на мерки за безопасност, на социално осигуряване за работниците, за ниските им, оскъдни надници. Въпреки че успява да остане при родното си семейство и да не бъде наново продадена, Митка е принудена от безпаричието да напусне родното си село и да търси препитание в София. С това приключва първата основна част от книгата.
В София Гръбчева започва работа в текстилната промишленост. Дните ѝ като шивачка също са описани с много ненавист към порядките на капитализма. Гръбчева красноречиво описва смазващата работа, отвратителната храна, мизерните общежития, жестокото и арогантно отношение на чорбаджиите във фабриката. Същевременно тя разказва за запознанствата си с група момчета и момичета на нейната възраст, с които се сприятелява и започва да се разхожда по Витоша.
Впоследствие групата младежи се оказват членове на РМС, които я привличат за делото на комунистическата партия. В БКП Митка среща много нови приятели. Те я насърчават да поведе момичетата от фабриката си на стачка, за да настояват за по-добри условия на работа. Тя в крайна сметка успешно прави това, но макар и стачничките да извоюват по-добра храна, ръководителките им, сред които и Гръбчева, са уволнени. Въпреки това, посредством познатите си в РМС и БКП, които също са младежи-работници, тя скоро пак намира работа в друга фабрика, където продължава да се бори за организиране на работничките.
Гръбчева описва и първите си сблъсъци с репресивния апарат на тогавашната власт в София. На 1 май БКП провежда работническа демонстрация в центъра на столицата, която е разгонена със сила от полицията. По-късно авторката участва в провалянето на предизборния митинг на Народното социално движение на Александър Цанков. Междувременно, в редиците на БКП тя среща любовта на живота си Димитър Гръбчев, с когото сключват брак и заживяват заедно. Втората част от книгата завършва с новогодишно празненство по случай настъпването на 1941 година, на което се събират приятелите на Гръбчева от РМС и БКП. Там прочувствена реч държи Адалберт Антонов, а след него за кратко взема думата секретарят на партийната организация Стефан Марков, за да отправи новогодишно пожелание(„като пророчество“) – „Да посрещнем новата 1941 година като войници, готови за нови боеве“.
В третата част на книгата Гръбчева разказва за участието си в бойните групи, разказва за суровите тренировки за физическа издръжливост и упражненията по стрелба на Витоша. Описва с драматизъм и акциите на бойната група, за трагичните загуби на скъпи другари, както и за моментите на наслада от отмъщението спрямо враговете.
Четвъртата част на книгата е посветена на участието на авторката в различни партизански части. Първоначално историята се спира на малки акции, на дълги скучни преходи из планините – няма много бурни приключения. С особен драматизъм обаче са описани събитията около сражението с жандармерията и разгромяването на 26 юни 1944 на една от четите на партизански отряд „Георги Бенковски“, в която участва Митка Гръбчева. След тежко целодневно сражение са избити 19 партизани в четата. Само Митка успява да се спаси от смъртта, тичайки с всички сили през гората. Картечницата на жандармеристите обаче я застига и тежко я ранява в бедрото и в лакътя. Въпреки това, Митка остава неразкрита в гората, приютена от вечерния здрач.
Следват дълги дни на пълзене из планината, в които гладната, обезкървена, смачкана от умора и болки партизанка търси пътя от Брусен към родното си село Радомирци – само там, при семейството си, тя може да намери надежден подслон. Когато пристига в бащината си къща, роднините ѝ я приютяват, но съвсем скоро след като я прибират, тя изпада в безсъзнание за цяло денонощие. Когато се съвзема, разбира, че близките ѝ са я сметнали за умряла и са започнали да ѝ копаят гроб. В крайна сметка тя успява да оздравее след 25 дни на легло без лекарска помощ и без лекарства и се завръща при партизаните. В края на четвъртата част тя описва последните си приключения около завземането на властта в България от Отечествения фронт и срещата със съпруга си Димитър. Те двамата са разделени в продължение на повече от три години, след като него го интернират в лагер, а след като избягва оттам, отива партизанин в Трънския отряд, без да има възможност да ѝ се обади.
В последната глава на книгата си – „Глава последна, която може да бъде и първа“, Митка Гръбчева разказва с радост и ентусиазъм за 9 септември 1944 година и за настъпилата коренна промяна в българското общество.

## „В името на народа“ и Тодор Живков
Според непотвърдени сведения, преди книгата да бъде издадена за пръв път, на Митка Гръбчева ѝ е било поставено условие – ако иска изданието да види бял свят, да прибави към текста моменти, в които Тодор Живков да се изявява като героичен партизанин и главен фактор за успеха на някои акции. Откъслечното, някак не на място включване на Тодор Живков в сюжета, както и сведенията за подобни постъпки спрямо мемоарите на други бивши партизани загатва за вероятната истинност на тези твърдения.